# Elizabeta Bavarska, nemška kraljica
Elizabeta Bavarska je bila po poroki s Konradom IV. Nemškim od leta 1246 do 1254 kraljica Nemškega in Jeruzalemskega kraljestva, * okoli 1227, † 9. oktober 1273. 

## Življenje
Elizabeta je bila rojena na gradu Trausnitz v Landshutu kot najstarejša hči Otona II. Wittelsbacha in njegove žene Agnes Pfalške, hčerke velfskega grofa Henrika V. in Agnes Hohenstaufenske. 
Oton II. je leta 1231 nasledil svojega očeta Ludvika I. kot bavarski vojvoda in grof palatin. V sporu med hohenstaufenskim cesarjem Friderikom II. in rimsko kurijo se je sprva postavil na papeževo stran, potem pa je leta 1241 postal Friderikov podpornik. Oton II. je Elizabeto sprva zaročil z avstrijskim vojvodo Friderikom II., nova politična zveza pa je  privedla do poroke s Konradom IV. Poročna slovesnost je bila 1. septembra 1246, verjetno v Vohburgu na Bavarskem, kljub ostrim protestom papeškega legata Alberta von Behaima. 
Konrad IV. je od svoje matere Izabele II. Jeruzalemske podedoval naziv jeruzalemskega kralja. Leta 1235 je bil imenovan za švabskega vojvodo in bil  leta 1237 izvoljen za rimskega kralja, da bi zastopal svojega očeta. Po Friderikovi smrti 13. decembra 1250 ga je nasledil tudi kot sicilski kralj in bil še vedno vpleten v vojno proti papežu Inocencu IV. in njegovim zaveznikom. Vojna se je nadaljevala in leta 1251 je odšel na Sicilijo. Za seboj je pustil ženo, ki je marca naslednje leto rodila njunega edinega otroka Konradina. 21. maja 1254 je Konrad IV. umrl za malarijo v svojem vojaškem taboru v Lavellu v Bazilikati, ne da bi kdaj videl svojega sina. 
V medvladju po smrti cesarja Friderika II. si je Elizabeta prizadevala za pravice svojega mladoletnega sina Konradina, pri čemer sta jo podpirala njena brata, bavarska vojvoda Henrik XIII. in Ludvik II. Leta 1256 je morala biti priča usmrtitvi Ludvikove žene Marije Brabantske, nakar je Konradina predala v oskrbo in vzgojo škofu v Konstanci. Zaradi spletk papeža Aleksandra VI. se je strinjala, da bo Konradinovega strica Manfreda, nezakonskega Friderikovega sina, imenovala za regenta v Kraljevini Siciliji v imenu svojega sina. Izvolitve Riharda Kornvalskega za rimskega kralja leta 1256/57 ni mogla preprečiti. 
Elizabeta je ostala vdova pet let. 6. oktobra 1259 se je v Münchnu poročila s svojim drugim možem, goriško-tirolskim grofom Majnhardom, ki je leta 1286 postal koroški vojvoda. Njen drugi mož, ki ga je salzburški nadškof Filip pravkar izpustil iz pripora, je bil nižjega stanu in približno deset let mlajši od nje, a so njegove njegove tirolske posesti obsegale strateško pomembne gorske prelaze čez Alpe v Italijo. Par je imel šest preživelih otrok. 
Elizabetin odnos do njenega prvorojenega sina Konradina je bil zadržan. Ko je Karel I. Anžujski leta 1266 v bitki pri Beneventu premagal Manfreda Sicilskega, sta njen brat Ludvik in njen mož Majnhard spodbudila Konradinovo odločitev, da se odpravi na pohod proti Karlu Anžujskemu. Avgusta 1267 sta se mati in sin zadnjič srečala na gradu Hohenschwangau, preden je Konradin skupaj s stricem in očimom odšel v Italijo. Ko je Elizabeta leta 1268 izvedela za Konradinov poraz in usmrtitev, je v njegov spomin v Neaplju dala postaviti cerkev Santa Maria del Carmine. Leta 1272 je skupaj z možem Majnhardom ustanovila cistercijansko opatijo Stams na Tirolskem, kjer je tudi pokopana. 

## Poroki in otroci
Elizabeta in Konrad IV. sta imela sina in naslednika  
- Konradina (25. marec 1252 – 29. oktober 1268)[2]

Elizabeta in njen dugi mož Majnhard sta imela šest otrok: 
- Elizabeto (1262–1312), ženo Albrehta I. Habsburškega, ki je leta 1298  postala kraljica-žena Rimljanov,
- Otona, (umrl 1310), koroškega vojvodo in tirolskega grofa,
- Alberta II. (umrl 1292),
- Ludvika (umrl 1305),
- Henrika (ok. 1270–1335), koroškega vojvodo in grofa Kranjske in
- Nežo  (umrla 1293), ženo meisenskega mejnega grofa Friderika I.

## Sklic
1. ↑  Arnold 1991a, str. 94.
2. ↑  Arnold 1991b, str. 243.

## Vira
- Arnold, Benjamin (1991a). Count and Bishop in Medieval Germany: A Study of Regional Power, 1100-1350. University of Pennsylvania Press.
- Arnold, Benjamin (1991b). Princes and Territories in Medieval Germany. Cambridge University Press.

| Elizabeta Bavarska, nemška kraljica WittelsbachiRojen: okoli 1227 Umrl: 9. oktober 1273 |                                                           |                                                           |
| Nazivi za člane kraljevske družine                                                      |                                                           |                                                           |
| NezasedenoZadnji nosilec nazivaMarija Komnena                                           | Kraljica-žena Jeruzalema 1. september 1246 – 21. maj 1254 | NezasedenoNaslednji nosilec nazivaIzabela Ibelinska       |
| NezasedenoZadnji nosilec nazivaIzabela Angleška                                         | Kraljica-žena Nemčije 1. september 1246 – 21. maj 1254    | NezasedenoNaslednji nosilec nazivaGertruda Hohenberška    |
| NezasedenoZadnji nosilec nazivaIzabela Angleška                                         | Kraljica žena Sicilije 13. december 1250 – 21. maj 1254   | NezasedenoNaslednji nosilec nazivaHelena Angelina Dukaina |